# Чудотворна (фільм)
«Чудотворна» — радянський художній фільм на антирелігійну тему режисера Володимира Скуйбіна за однойменною повістю Володимира Тендрякова, знятий на кіностудії «Мосфільм» в 1960 році.
За відгуком історика Андрія Костюкова, даний фільм знятий в період хрущовської антирелігійної кампанії, містив у собі «повний арсенал радянської антирелігійної пропаганди: карикатурно-блюзнірське зображення чудотворної ікони Спасителя, лицеміри-віруючі, священик, за його ж визнанням „віруючий в Бога з застереженнями“, чесна вчителька-атеїстка, що рятує дитину від „релігійного дурману“».

## Сюжет
Учень Гумнищенської неповної середньої сільської школи Родька Гуляєв знаходить в схованці у занедбаній церкві давню потемнілу ікону, і його бабка Авдотья розпускає слух, що ця ікона — чудотворна, а її онук Родька — святий. І ця подія змінює його життя, бо віруючі селяни оголошують хлопчика «Божим обранцем». Але хлопчик не хотів бути святим.

## У ролях
- Володимир Васильєв —  Родька Гуляєв
- Ніна Меньшикова —  Варвара, мати Родьки
- Антоніна Павличева —  бабка Авдотья, мати Варвари
- Клавдія Половикова —  вчителька Парасковія Петрівна
- Володимир Покровський —  отець Дмитро
- Петро Савін —  Іван Макарович, голова колгоспу
- Іван Рижов —  директор сільпо Мякішев
- Валерій Коротков —  Васька
- Олександр Крилов —  Сеня
- Станіслав Чекан —  інвалід Кіндя
- Олена Максимова —  Жеребіха
- Віра Бурлакова —  Катерина Мякішева
- Віктор Авдюшко —  Кущін, секретар райкому
- Сергій Плотников —  епізод
- Віктор Лазарев —  побожний старець

## Знімальна група
- Режисер — Володимир Скуйбін
- Сценарист — Володимир Тендряков
- Оператор — Петро Сатуновський
- Композитор — Олександр Локшин
- Художники — Тамара Антонова, Георгій Колганов